# 밑횟대
밑횟대(Gymnocanthus pistilliger)는 물수배기과에 속하는 조기어류의 일종이다. 이전에는 둑중개과로 분류했다. 몸길이 약 18cm이다. 몸에 비늘이 없고 몸빛깔은 등쪽이 회색, 옆구리는 노랑빛이고 배쪽은 흰색으로 매우 곱다. 아가미뚜껑앞뼈의 맨 위 가시가 크고 단단하며 위끝에 두 개 이상의 위로 향한 뿔 모양의 돌기가 있다. 꼬리지느러미 뒤끝은 둥글게 잘린 모양이고, 머리가 넓다. 뒷지느러미에 가시가 없으며 배지느러미는 가슴 위치에 있고 등지느러미는 깊게 패여 있다. 모든 지느러미에는 흑회색의 반점이 있다.